# الحركة المكسيكية عام 1968
الحركة المكسيكية عام 1968 والمعروفة باسم (الحركة الطلابية) حركة اجتماعية حدثت في المكسيك عام 1968. حصل التحالف الواسع النطاق بين طلاب الجامعات الرائدة في المكسيك على دعم شعبي واسع للتغيير السياسي في المكسيك، لا سيما منذ أن أنفقت الحكومة مبالغ كبيرة من التمويل العام لبناء مرافق أولمبية لدورة الألعاب الأولمبية لعام 1968 في مدينة مكسيكو. طالبت الحركة بمزيد من الحريات السياسية وإنهاء سلطوية نظام الحزب الثوري المؤسساتي، الذي كان في السلطة منذ عام 1929.
أنشأ حشد الطلاب في حرم الجامعة الوطنية المستقلة في المكسيك، والمعهد الوطني للفنون التطبيقية، وكلية المكسيك، وجامعة تشابينغو المستقلة، والجامعة الأيبيرية الأمريكية، وجامعة لا سال، وجامعة بويبلا المستقلة المؤهلة، مجلس الإضراب الوطني. دُعمت جهوده لحشد الشعب المكسيكي من أجل تغييرات واسعة في الحياة الوطنية من قبل قطاعات المجتمع المدني المكسيكي، بما في ذلك العمال، والفلاحين، وربات البيوت، والتجار، والمثقفين، والفنانين، والمعلمين.
كان للحركة قائمة مطالب للرئيس المكسيكي غوستافو دياز أورداز ولحكومة المكسيك تخص قضايا طلابية محددة بالإضافة إلى قضايا أوسع نطاقًا، لا سيما الحد من الاستبداد أو القضاء عليه. في الخلفية، كانت الحركة مدفوعة بالاحتجاجات العالمية في عام 1968 وكافحت من أجل التغيير الديمقراطي في البلاد، والمزيد من الحريات السياسية والمدنية، والحد من عدم المساواة، واستقالة حكومة الحزب الثوري المؤسساتي الحاكم التي اعتبروها سلطوية وبحلول ذلك الوقت كان قد حكم الحزب المكسيك 40 عامًا تقريبًا.
قمعت الحكومة الحركة السياسية، وعُرف هجوم الحكومة العنيف على مظاهرة سلمية في 2 أكتوبر 1968، باسم مذبحة تلاتيلولكو. كانت هناك تغييرات دائمة في الحياة السياسية والثقافية المكسيكية بسبب تعبئة عام 1968.

## الخلفية
لعدة سنوات قبل الاحتجاجات، مرت المكسيك بفترة من الأداء الاقتصادي القوي أطلق عليها اسم المعجزة المكسيكية، والتي أطلق عليها أنطونيو أورتيز مينا، وزير المالية، «التنمية المستقرة». كانت العملة مستقرة، وزادت القوة الشرائية للأجور بنسبة 6.4%، وكان لدى الحكومة دين خارجي منخفض، وهو ما سمح للحكومة بالحفاظ على المسؤولية المالية. ومع ذلك، كانت هناك اضطرابات عمالية قبل عام 1968، بما في ذلك إضراب عمال النفط في عهد الرئيس ميجيل اليمان الذي أخمده الجيش، بالإضافة إلى إضراب عمال السكك الحديدية في عهد الرئيس أدولفو لوبيز ماتيوس الذي انتهى بالتدخل العسكري تحت إشراف وزير الداخلية آنذاك غوستافو دياز أورداز. كانت معظم الإضرابات والمعارضة السياسية من العمال والفلاحين، ولكن عندما أضرب الأطباء المكسيكيون في عام 1965، واجهت الحكومة مهنيين من الطبقة الوسطى يطالبون الحكومة بظروف عمل أفضل. في وقت لاحق، ألقي القبض على العديد من المشاركين في الإضراب أو فصلهم من العمل. وأظهر الإضراب أن دياز أورداز لن يتسامح مع أي تحد لرئاسته السلطوية. لعب وزير الداخلية، لويس إيشيفيريا، دور المنفذ الذي لعبه دياز أورداز كوزير للداخلية في حكومة لوبيز ماتيوس.

### النشاط الطلابي قبل عام 1968
تقليديًا، اقتصر النشاط الطلابي في المكسيك إلى حد كبير على القضايا التي تتعامل مع ظروفهم أثناء الدراسة في الجامعة. كان هناك إضرابان في المعهد الوطني للفنون التطبيقية في عامي 1942 و1956، بالإضافة إلى إضراب في المدرسة الوطنية للمعلمين في عام 1950، نظمه اتحاد الطلاب والفلاحين الاشتراكيين في المكسيك. في عام 1966 تدخل دياز أورداز في احتجاج منخفض المستوى في موريليا في جامعة ميتشواكان بسبب زيادة أجرة الحافلات. ما رأته الحكومة الفيدرالية في الاحتجاج: الشيوعيين و«المحرضين المهنيين المتورطين مع الأجانب»، وقتل طالب رميًا بالرصاص. واعتبر المتظاهرون وفاته «ضحية للحكومة». تصاعدت المظاهرات مع مطالب بإقالة حاكم ولاية غيريرو. رفض دياز أورداز التفاوض وعين وزير الداخلية لويس إيشيفيريا مسؤولًا عن تدخل الحكومة، واحتلال الحرم الجامعي. على الرغم من عدم وجود دليل على إثارة خارجية أو عنف من جانب الطلاب، أمرت الحكومة بتفتيش مساكن الطلاب وطردهم. وألقي القبض على بعض الطلاب. حدث سيناريو مماثل في جامعة سونورا. في الخطاب الرئاسي التقليدي أمام المجلس التشريعي في 1 سبتمبر 1966 قبل احتلال حرم موريليا مباشرة، هدد دياز أورداز الجامعات والطلاب. «لا تمنح المطالبات المتعلقة بالمرتبة الاجتماعية والفكرية، ولا الوضع الاقتصادي، ولا العمر، ولا الصنعة، ولا المهنة أي شخص حصانة. يجب أن أكرر: لا أحد لديه حقوق ضد المكسيك!»
في الستينات من القرن العشرين، أرادت الحكومة المكسيكية عرض تقدمها الاقتصادي للعالم من خلال استضافة الألعاب الأولمبية 1968 في مدينة مكسيكو. لم يوزع النمو الاقتصادي بالتساوي، ورأى الطلاب فرصة لتحقيق إصلاحات ومزيد من الديمقراطية في المكسيك. نتيجة لرد الفعل على قمع الحكومة العنيف للقتال بين المجموعات المتنافسة من طلاب المرحلة الإعدادية، نمت الحركة الطلابية في مدينة مكسيكو بسرعة لتشمل قطاعات كبيرة من المجموعات الطلابية التي كانت غير راضية عن نظام الحزب الثوري المؤسساتي.

### أولمبياد مدينة مكسيكو
أقيمت دورة الألعاب الأولمبية عام 1968 في المكسيك، مما جعلها أول دولة نامية تستضيف هذا الحدث. ورأت الحكومة في ذلك وسيلة هامة لزيادة مكانة المكسيك على الصعيد الدولي بسبب الحضور السياحي والتغطية التلفزيونية الدولية لهذا الحدث، الذي يمكن أن يجتذب المستثمرين الدوليين. أنفقت مبالغ كبيرة من التمويل العام لبناء مرافق أولمبية في وقت كانت فيه هناك أولويات أخرى للبلاد. خلال صيف عام 1968، نمت المعارضة للألعاب الأولمبية وكانت هناك مظاهرات كبيرة ضدها. لم يعتقد الطلاب أن ظهور المكسيك للعالم يشكل أولوية. أرادوا ثورة تؤدي إلى إصلاح البلاد. (لا نريد دورة الألعاب الأولمبية، نريد ثورة). وهددت اللجنة الأولمبية الدولية بنقل الألعاب إلى لوس أنجلوس إذا تدهور الوضع. أرادت حكومة دياز أورداز المضي قدمًا في الألعاب بغض النظر عن مقدار القمع المطلوب.

## انتهاكات حقوق الإنسان
بعد اثنين وعشرين عامًا من إنشاء حكومة المكسيك مدعيًا خاصًا للحركات الاجتماعية والسياسية في الماضي. بعد إعادة فتح القضية، خلصوا إلى أن الحركة كانت بمثابة انعطاف «في العصر السياسي للمكسيك»، وكانت «مستقلة، ومتمردة، وقريبة من المقاومة المدنية»، وبهذا الاعتراف الأخير الرسمي كذبوا الحجة الرئيسية لغوستافو دياز أورداز فقد قالت الرواية الرسمية أن الهدف من وراء الحركة تثبيت النظام الشيوعي. وبهذه الحجة بررت الحكومة المكسيكية استراتيجيتها لمحاربة الحركة ووصفتها بأنها خطر خارجي بذرائع إرهابية.
ولذلك الأمر، خططت الحكومة المكسيكية وأمرت بحملة لإبادة الحركة خلال أشهر، وبعد أن استندت على أسس إستراتيجية واسعة النطاق لانتهاكات حقوق الإنسان مثل السجن الباطل، والانتهاكات، والتعذيب، والاضطهاد، والتجسس، والتجريم، بالإضافة إلى جرائم مثل الاختفاء القسري، والقتل، والإعدام خارج نطاق القانون. طوال هذه الفترة، كان لدى الحكومة المكسيكية عمليات استشارية نشطة، وعمليات استخباراتية، وحضور لوكالة المخابرات المركزية للولايات المتحدة تحت عملية LITEMPO السرية، بما في ذلك جعل دياز أورداز وغيره من الممثلين الرفيعي المستوى للحكومة المكسيكية مخبرين. ما يزال عدد الضحايا المختفين والمسجونين غير دقيق.
حاول بعض ضحايا مذبحة تلاتيلولكو رفع دعوى قضائية ضد جرائم القتل التي وقعت في 2 أكتوبر أمام المحاكم الوطنية والدولية باعتبارها جريمة ضد الإنسانية وإبادة جماعية، وهو ما أكده مكتب المدعي الخاص للحركات الاجتماعية والسياسية في الماضي لكن محاكمه رفضتها. واتفق بعض علماء السياسة والمؤرخين والمفكرين مثل كارلوس مونسيفايس في الإشارة إلى أن هذه الحركة ونتائجها حرضا على اتخاذ المجتمع المدني موقفا نقديًا ومعارضًا دائمًا وأكثر نشاطًا، وخاصة في الجامعات الحكومية. وأثارت أيضًا تطرف بعض الناشطين الناجين الذين اختاروا العمل السري وشكلوا عصابات في المناطق الحضرية والريفية التي قُمعت في ما يسمى بالحرب القذرة في السبعينات من القرن العشرين.